# 比利牛斯鼬鼹
比利牛斯鼬鼴，鼴科鼬鼴屬的唯一一種，生活在南歐的比利牛斯山到伊比利亞半島。
成對聚居，體長11到16釐米，尾長12-16釐米。體重35-80克。平均壽命至少3.5年。